# Lärstilar
Lärstilar, inlärningsstilar eller lärandestilar syftar på en rad hypoteser inom inlärning om olika stilar för lärande som inte är vetenskapligt bevisade. Dessa klassas som neuromyter. Som teoretiskt begreppet syftar lärstilar till att förklara dessa tänkta skillnader i individernas inlärning. Bland dessa hypoteser finns David Kolbs modell, Neil Flemings VAK/VARK-modell och vissa aspekter av neurolingvistisk programmering (NLP), vilka alla försöker att förstå och optimera inlärning genom att anpassa undervisning och kommunikation till individers föredragna sätt att ta emot och bearbeta information. Universal Design for Learning (UDL) är en annan metod som delar det grundläggande antagandet att människor lär sig på olika sätt. Idén om multipla intelligenser har influerat teorier om lärstilar, som är en del av UDL:s grundantaganden om individanpassad undervisning.

## Historik
Trots att det finns gott om bevis på att individer uttrycker personliga preferenser för hur de föredrar att ta emot information, har få studier inom psykologi och pedagogik funnit något stöd för att användandet av lärstilar inom utbildning är effektivt för lärandet. Många teorier inom lärstilar delar antagandet att människor kan klassificeras efter sin inlärningsstil, men skiljer sig åt i hur de föreslagna stilarna bör definieras, kategoriseras och bedömas. Ett vanligt påstående är att individer skiljer sig åt i hur de lär sig. Dessa teorier har kritiserats som felaktiga och för att sakna vetenskaplig grund, och för att bygga på neuromyter, däribland av den svenska forskaren Anita Norlund. I flera digitala artiklar publicerade av den svenska fackliga tidningen för lärare och pedagoger, Skolvärlden, möts läsaren av följande meddelande: "OBS. Den här texten handlar om lärstilar, något som idag anses vara en pseudovetenskap och inte giltigt." Vilket är ett meddelande som satts på artiklar om lärstilar i efterhand.
Idén om individualiserade lärstilar blev populär på 1970-talet och har starkt påverkat utbildningen, trots kritiken som idén har fått av forskare. Förespråkare av anpassningar efter lärstilar rekommenderar att lärare genomför en behovsanalys för att bedöma elevernas lärstilar och anpassa sin undervisningsmetodik för att bäst passa varje elevs lärstil. Kritiker hävdar att det inte finns något vetenskapligt stöd för att bättre elevresultat uppnås genom att identifiera en enskild elevs lärstil och undervisa utifrån specifika lärstilar. Sedan 2012 har lärstilar ofta kallats för "neuromyter" inom pedagogik. Det finns bevis på empiriska och pedagogiska problem när man försöker anpassa inlärningsuppgifter så att de direkt motsvarar varje individs tänkta unika skillnader i lärandestil på ett en-till-ett-sätt. Studier motsäger den allmänt spridda "anpassningshypotesen"; att en elev kommer att lära sig bäst om han eller hon undervisas i en metod som anses vara lämplig för elevens lärstil. Trots detta visar en forskningsöversikt från 2020 att en majoritet (89%) av lärare över hela världen fortsätter att tro att anpassningshypotesen är korrekt. En studie från 2015 visade också att de flesta forskningsrapporterna inom högre utbildning sprider myten om lärstilar.
Studier visar dessutom att lärare inte kan bedöma elevernas tänkta lärstilar korrekt. I en studie fick eleverna undersöka sin lärstil. Efter att nästan 400 elever hade slutfört inventering av sin lärstil använde 70% inte studietekniker som matchade deras föredragna inlärningsmetod. Denna studie indikerade också att elever som använde studiemetoder som matchade deras föredragna inlärningsstil inte presterade bättre på tester än elever som inte gjorde det.

## Kritiska punkter mot idén om lärstilar
Inom forskningen har kritik mot idén om lärstilar lyft, däribland:
1. Bristen på empiriskt stöd: Trots att idén om lärstilar är mycket populär inom utbildningsområdet, finns det begränsat empiriskt stöd för att anpassa undervisning efter elevernas tänkta lärstil leder till förbättrat lärande. Många studier har inte kunnat bevisa att en anpassning av undervisning efter lärstil har någon betydande inverkan på inlärning eller prestation.
2. Brist på konsistens i definition och mätning: Det finns ingen konsensus bland forskare om hur man ska definiera och mäta lärstilar, vilket gör det svårt att utvärdera dess effektivitet som en undervisningsmetod. De olika modellerna som används för att beskriva lärstilar är ofta osammanhängande och använder olika termer för att beskriva samma koncept.
3. Risk för stereotypisering: Att anpassa undervisning efter elevernas tänkta lärstil kan leda till stereotypisering av elever baserat på deras inlärningsstil. Detta kan leda till att elever begränsas i sin förmåga att ta in och bearbeta information på olika sätt. Dessutom kan lärare missa viktiga pedagogiska möjligheter och strategier om de fokuserar för mycket på idén om elevernas lärstil och misslyckas med att använda en mångfald av undervisningsmetoder.